# 결마루미래학교
결마루미래학교는 인천광역시 남동구 소재의 미래형 대안학교로 고등학교급의 공립 각종학교이다.

## 연혁
- 2012년 3월 1일 : 인천해밀학교 개교 (옛 한국방송통신대학교 인천학습관 부지)[1]
- 2025년 3월 1일 : 결마루미래학교로 전환 개교